# Camisano (CR)
Camisano é uma comuna italiana da região da Lombardia, província de Cremona, com cerca de 1.223 habitantes. Estende-se por uma área de 10 km², tendo uma densidade populacional de 122 hab/km². Faz fronteira com Barbata (BG), Casale Cremasco-Vidolasco, Casaletto di Sopra, Castel Gabbiano, Isso (BG), Ricengo.

## Demografia
| Variação demográfica do município entre 1861 e 2011                               |
|                                                                                   |
| Fonte: Istituto Nazionale di Statistica (ISTAT) - Elaboração gráfica da Wikipedia |